# Forte Zelândia (Guiana)
O Forte Zelândia está localizado em Fort Island, uma ilha fluvial do delta do Rio Essequibo na região de Ilhas Essequibo-Demerara Ocidental, Guiana. Não deve ser confundido com Forte Zelândia em Paramaribo, Suriname, o forte foi construído na colônia de Essequibo com tijolos em 1743, substituindo um inicial forte de madeira construído em 1726, e está entre as mais antigas estruturas na Guiana. Ele substituiu o  forte de Kyk-Over-Al como a capital do Essequibo, em 1739.

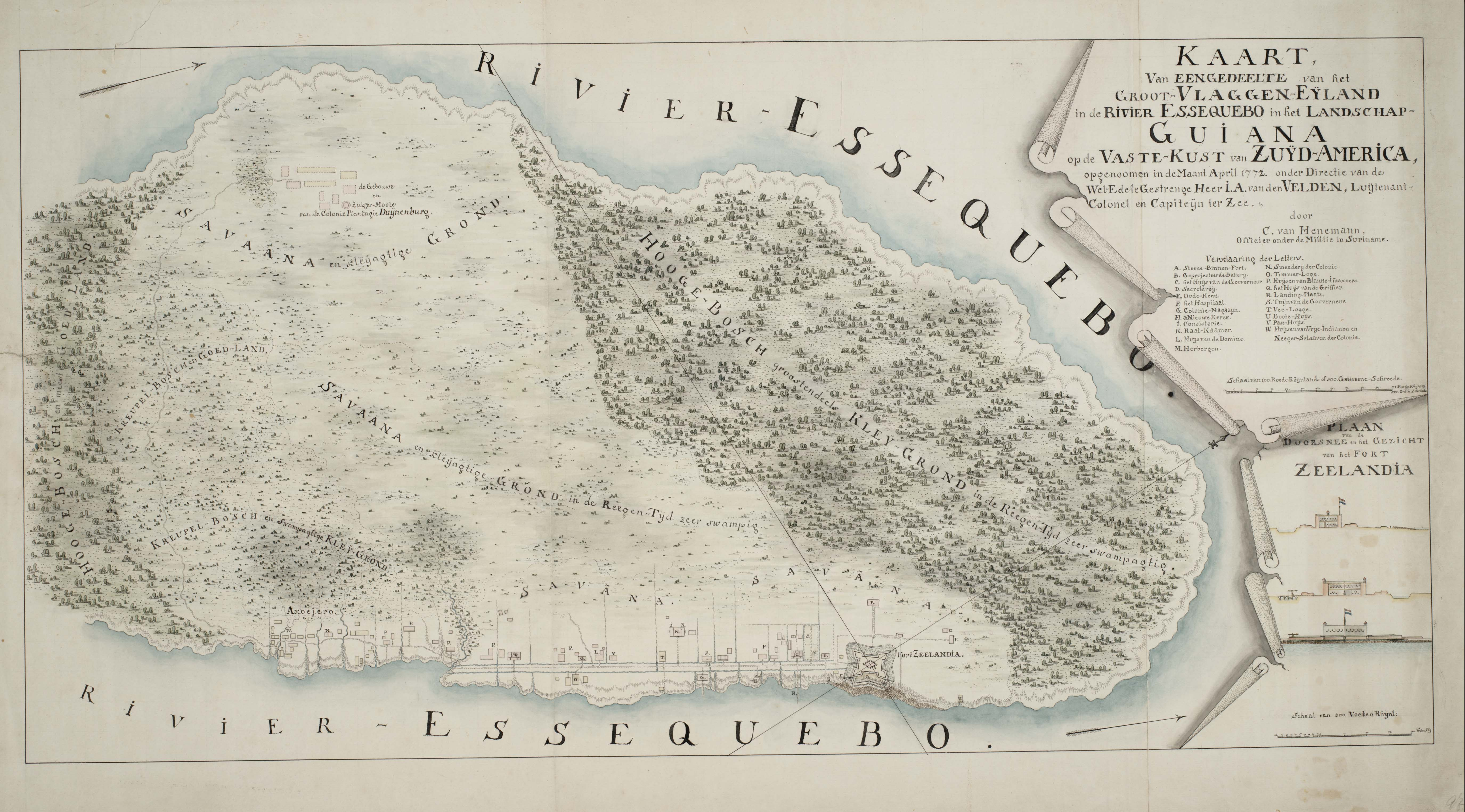
Mapa do forte

## Descrição
O pequeno forte é uma estrutura de 15 x 20 m com quatro baluartes um em cada canto. Construído durante a posse holandesa da região, o forte era uma fortificação defensiva estrategicamente vital localizada na foz do rio Essequibo.

## História
Desde o início do século XVIII, os comandantes do Essequibo recomendaram que a localização do centro administrativo da colônia fosse mudado como resultado da transferência dos colonos holandeses para as férteis margens do rio Essequibo.
Em 1726, foi deliberado que um forte devia ser construído para proteger os plantadores e os interesses da Companhia Holandesa das Índias Ocidentais (DWIC). No mesmo ano, o engenheiro Leslorant, o foi enviado da Holanda para a construção de um reduto de madeira e uma paliçada na ponta norte da Vlaggeneiland (Flag Island). Em agosto de 1738, Storms Laurens van Gravesande, inspecionou o forte e informou que a estrutura estava caindo aos pedaços. Ele recomendou aos diretores na Holanda que uma nova fortaleza de tijolos devia ser construída para defender o interesse da DWIC.
A construção do forte iniciou em 1740 e com o trabalho de escravos africanos a estrutura foi concluída em 1743. Os tijolos foram cozido no local e a argamassa foi importada de Barbados e da Holanda. Todo o complexo foi entretanto concluído em 1749, por ser a construção adiada em consequência da escassez de materiais de construção e de mão de obra. A estrutura completa foi então batizada de Forte Zelândia após o Condado de Zelândia, na Holanda, a partir do qual muitos dos colonos originais tinham vindo.

## Património da Humanidade
Este site, juntamente com o Tribunal de Construção Política, foi adicionado à Lista Provisória da UNESCO Patrimônio Mundial em 15 de novembro de 1995, na categoria cultura. Ele atualmente é administrado pelo National Trust, da Guiana.